# مايكل كيم
مايكل كيم (بالإنجليزية: Michael Kim)‏ هو صحفي رياضي أمريكي، ولد في 1964.

## وصلات خارجية
- مايكل كيم على موقع IMDb (الإنجليزية)